# Heliconia adflexa
Heliconia adflexa là một loài thực vật có hoa trong họ Heliconiaceae. Loài này được (Griggs) Standl. mô tả khoa học đầu tiên năm 1927.